# Camponotus blandus
Camponotus blandus es una especie de hormiga del género Camponotus, tribu Camponotini. Fue descrita científicamente por Smith en 1858.
Se distribuye por Argentina, Bolivia, Brasil, Colombia, Costa Rica, Guayana Francesa, Guyana, Honduras, México, Panamá, Paraguay, Perú, Surinam, Uruguay y Venezuela. Se ha encontrado a elevaciones de hasta 800 metros. Vive en matorrales y el forraje.